# Hanny's Voorwerp
Hanny's Voorwerp is een reflectienevel ontdekt in 2007 door de Nederlandse onderwijzeres Hanny van Arkel uit Heerlen, toen ze als 24-jarige deelnam aan het Galaxy Zoo-project. De ontdekking werd bekend door haar vraag: "What's the blue stuff below. Anyone?" De nevel werd naar haar vernoemd, nadat een andere vrijwilliger van het online astronomieproject 'Hanny's Object' had vertaald naar 'Hanny's Voorwerp'.
Het is een reflectienevel dicht bij het sterrenstelsel IC 2497 in het sterrenbeeld Kleine Leeuw. In beelden, opgenomen met de 2,5 meter Isaac Newton Telescoop, is de verschijning ongebruikelijk groen. De afstand ernaartoe is zo'n 700 miljoen lichtjaren. De nevel is ongeveer 15.000 °C en is ook al onderzocht door de Hubble Space Telescope.
In 2012 werden nog eens negentien van dergelijke nevels ontdekt; deze werden "voorwerpjes" genoemd. Acht daarvan, nabij de stelsels Mkn 1498, NGC 5252, NGC 5972, SDSS 1510+07, SDSS 2201+11, SDSS 1430+13 (Teacup), UGC 7342 en UGC 11185, werden in 2014 nader onderzocht door William C. Keel et al.